# Pep Ortega
Josep Ortega Rubio, detto Pep (Vic, 6 aprile 1984), è un cestista spagnolo.

## Palmarès
- Copa Príncipe de Asturias: 1

Atapuerca Burgos: 2013